# کمک به بازسازی طبیعی

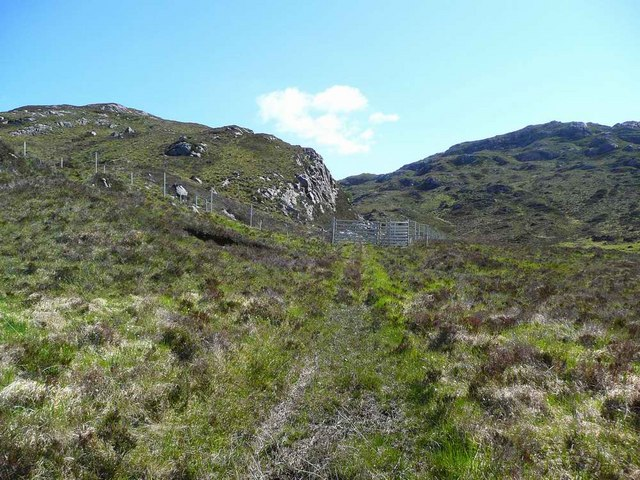
حصار و دروازه مخصوص گوزن در مسیر توبگ. این بخش از ضلع جنوبی دریاچه اسینت حصارکشی شده است تا به بازسازی طبیعی پوشش درختی کمک کند. تاکنون، با وجود اینکه نقشه‌برداری سیستم عامل این منطقه را به عنوان یک منطقه جنگلی نشان می‌دهد، تعداد کمی درخت دیده می‌شود.

بازسازی طبیعی کمکی (ANR) (که به آن بازرویش مدیریت‌شده نیز گفته می‌شود)، به حفاظت و نگهداری انسانی از نهال‌های طبیعی در مناطق جنگلی اطلاق می‌شود. در این روش، نهال‌ها به ویژه از گیاهان زیررویش و گیاهان بسیار آتش‌گیر مانند زلف شیطان محافظت می‌شوند. اگرچه تعریف یا روش‌شناسی رسمی برای ANR وجود ندارد، هدف کلی آن ایجاد و بهبود بهره‌وری جنگل است. معمولاً این روش شامل کاهش یا حذف موانع بازتوانی طبیعی مانند پسرفت و تخریب خاک، رقابت با علف‌های هرز، گیاهان پوششی یا دیگر گیاهان و همچنین حفاظت در برابر اختلالاتی است که می‌توانند رشد را مختل کنند.علاوه بر اقدامات حفاظتی، در صورت نیاز یا تمایل، درختان جدیدی نیز کاشته می‌شوند (کاشت غنی‌سازی). با استفاده از بازتوانی طبیعی یاری‌شده، جنگل‌ها سریع‌تر از رشد طبیعی خود توسعه می‌یابند که این موضوع سهم قابل‌توجهی در تلاش‌های ترسیب کربندارد. همچنین این روش به دلیل کاهش نیاز به نهالستان‌ها، جایگزین کم‌هزینه‌تری برای بازجنگل‌کاری محسوب می‌شود.
مؤثرترین روش برای اجرای ANR، روشی بسیار وابسته به مکان است و بسیاری از کشورها، کتابچه‌های راهنمایی در مورد نحوه انتخاب و نگهداری یک پروژه ANR ارائه می‌دهند.

## رویه فعلی و تاریخچه
این روش در بسیاری از کشورهای آسیایی رایج است. این روش حفاظت در چمن‌های علف شیطان در فیلیپین برای بیش از سه دهه و همچنین در چین برای بیش از پنج دهه استفاده شده است.
طبق گزارش فائو، چین از سال ۱۹۹۹ بودجه گسترده‌ای را برای ANR اختصاص داده است تا به طور خاص از خوردگی خاک جلوگیری کند. همچنین فائو گزارش می‌دهد که ANR یک روش رایج در تایلند است.
با توجه به اینکه تغییرات اقلیمی جهانی به یک نگرانی رو به رشد تبدیل شده است، ANR محبوبیت بیشتری پیدا می‌کند.
ANR معمولاً بیشتر در جنگل‌های گرمسیری مورد استفاده قرار می‌گرفته است، با این حال، اکنون برای کمک به احیای مناطق جنگلی در تمام انواع اکوسیستم‌ها مورد استفاده قرار می‌گیرد.

## الزامات
برای اجرای بهینه ANR و تضمین بازسازی موفقیت‌آمیز، طیف گسترده‌ای از شرایط مورد نیاز است. یکی از این موارد شامل تراکم کافی از نهال‌های طبیعی احیا شده است، اگرچه تراکم خاص مورد نیاز به عوامل خاصی مانند توزیع، فراوانی نسبی گونه، نرخ رشد، حاصلخیزی خاک و غیره بستگی دارد. برای اطمینان از احیای بهینه، محدوده تراکم ۲۰۰ تا ۸۰۰ نهال در هکتار پیشنهاد شده است. در دسترس بودن منابع بذر از جنگل‌های باقیمانده مجاور برای تأمین بذر مورد نیاز برای کلونیزاسیون پوشش گیاهی ضروری است. کنترل یا حذف همه عوامل مزاحم (مانند چرای دام، آتش‌سوزی و قطع درختان) نیز بسیار مهم است.

## مزایا

### اقتصادی
روش بازتوانی طبیعی یاری‌شده (ANR) دارای مزایای متعددی است. ANR بر کاهش موانع زیست‌محیطی تمرکز دارد تا بازتوانی طبیعی و رشد را تسریع کند، نه صرفاً کاشت نهال‌ها. این امر امکان استفاده از روشی کم‌هزینه را فراهم می‌کند که هزینه‌های مرتبط با آماده‌سازی محل و کاشت یا پرورش نهال‌ها را حذف می‌کند، که این موضوع در پروژه‌های احیای گسترده بسیار جذاب است.
یکی دیگر از مزایا، ایجاد فرصت‌های شغلی است. ANR نیازمند نگهداری مداوم و می‌تواند کاربر باشد، و شامل فعالیت‌هایی مانند وجین علف‌های هرز، فشردن علف‌ها، ایجاد و نگهداری آتش‌شکن و غیره است. این فعالیت‌ها در نهایت می‌تواند به ایجاد شغل و بهبود معیشت در جوامع محلی یا محروم کمک کند. با این حال، اگر جنگل‌کاری به نفع جامعه نباشد، مثلاً زمانی که زمین برای کشت محصولات غذایی نیاز است، احتمال مشارکت مردم محلی در این روش و موفقیت آن کاهش می‌یابد.

### محیط زیست
ترسیب کربن، غنی‌سازی تنوع زیستی و بازیابی، تنها چند مورد از مزایای زیست‌محیطی ANR هستند که می‌توانند به بهبود اکوسیستم‌ها و کاهش تغییرات اقلیمی کمک کنند. ANR بر گونه‌های بومی و توالی طبیعی پوشش گیاهی موجود تمرکز دارد، که تضمین می‌کند جوامع گیاهی و حیات وحش ساکن حفظ شده و مورد آسیب قرار نگیرند.